# احمد ایاد
احمد ایاد (زادهٔ ۱ ژانویهٔ ۱۹۸۹) معروف به «مسی عراقی» در عراق بازیکن فوتبال اهل عراق است.
از باشگاه‌هایی که در آن بازی کرده‌است می‌توان به باشگاه فوتبال نیروی هوایی عراق، باشگاه ورزشی اربیل و باشگاه فوتبال پلیس عراق اشاره کرد.
وی همچنین در تیم ملی فوتبال عراق بازی کرده‌است.